# Јован Тришић
Јован Тришић (Главина Доња, 24. фебруар/9. март 1893 — Џексон, 7. април 1974) је био српски и југословенски пешадијски и жандармеријски пуковник. Био је вршилац дужности команданта југословенске жандармеријe за време окупације у Другом светском рату, симпатизер и сарадник ЈВуО, заточеник Бањичког логора, политички емигрант и свештеник при цркви Светог Саве у Џексону.

## Биографија

### Младост и образовање
Јован Тришић је рођен 24. фебруара (по старом календару), односно 9. марта 1893. године у селу Главина Доња код Имотског, где је његов отац Петар Тришић службовао као свештеник православне цркве Успења Пресвете Богородице. Његова породица је потицала из Херцеговине, коју су напустили у другој половини 17. века и доселили се у село Орлић код Книна. Јован је био пето од укупно седморо деце у породици, а отац му је преминуо 1904. године.

### Балкански ратови
По завршеној основној школи, уписао је гимназију у Задру. Сазнавши да је објављена мобилизација за Први балкански рат, илегално прелази границу и 2. октобра 1912. године се придружује Добровољачком батаљону Приморског одреда дивизијара Митра Мартиновића. Одред је убрзо расформиран, али је Тришић већ 1913. године приступио главној интендантури црногорске војске.
У Другом балканском рату је прешао у Краљевину Србију, да би се придружио четницима мајора Војина Поповића (војводе Вука). По демобилизацији, понадао се уписивању Ниже школе Војне академије у Београду, што није успео будући да није имао држављанство. Уследила је безуспешна интервенција војводе Вука. Проблем је решен тако што га је посинио индустријалац Милан Перишић.
Уз закашњење, уписао се у 46. класу Ниже школе Војне академије у Београду, 3. децембра 1913. године.

### Први светски рат
Непосредно по аустроугарској објави рата Краљевини Србији, повучен је са школовања 16. јула 1914. године и распоређен на место ађутанта 3. батаљона XIII пешадијског пука "Хајдук Вељко" II позива, а касније командира чете при Крушевачким резервним трупама и заступник командира чете 1. батаљона III пешадијског пука, где остаје до 17. септембра 1915. године. Рањен је у груди 20. новембра 1914. године код Београда.
При новој непријатељској офанзиви, прелази у Добровољачки одред под командом војводе Вука. Поново је рањен 6. септембра 1915. године на Власини, овога пута у ногу. Учествовао је у повлачењу преко Приштине, Андријевице, Подгорице, Скадра, Љеша и Пуље, одакле је пребачен у луку Свети Јован, па за Драч. У Драчу се 16. јануара 1916. године укрцао на брод за Крф.
После опоравка је упућен у Солун, где стиже 20. априла 1916. године и поново је прикључен Добровољачком одреду војводе Вука, који је распоређен код Лерина. Командовао је добровољачком четом у бици на Кајмакчалану и похваљен је за изузетно држање током борбе. У свом дневнику је оставио сећање на ову битку:
Деветнаестог септембра пре подне направисмо плитке заклоне од артиљерије. Тога дана у 5 после подне наређен је напад на Сиву Стену. Чете постројене у развијеним фронтовима кренуше са одстојања од 600 метара са громогласним ура! на јуриш, и то по највећој магли. Бугари отворише паклену митраљеску и пушчану ватру с куршумима дум-дум и почеше бацати бомбе. Војници наши падали су као снопље, али су опет јурили напред па дођоше до жица које нисмо ни видели док нисмо до њих стигли. Наши храбри војници да по највећој ватри секу жице, херојски гледајући смрти у очи. Ватра непрестано траје тако да човек није могао ни на ништа друго ни помислити, већ на очекивану славну смрт на лепом српском земљишту… Жртава је било много… Целе ноћи су се извлачили рањеници, али су се и Бугари повлачили. Ујутру, наше патроле избију на Сиву Стену. Двадесетог септембра, када је свануло, био је страшан призор. Дојави ми један да је мој командир погинуо, пођем да видим. Око жице лежи преко 110 лешева храбрих наших војника и официра, а већ их је око 200 рањених евакуисано. Неки хероји испустише своју племениту душу секући земљу, неки чврсто држећи своју верну дугу пушку брзометку, погођени скоро сви у главу, поред других рана. У тој борби из строја је избачено 13 официра и око 300 војника…
Оставио је и запис о погибији свог команданта војводе Вука:
Шеснаестог новембра и ми покушасмо да опет изађемо на предњу ивицу Камењара, што и учинисмо, али нас Бугари бомбама опет растерају па лево крило поручника Жике Поповића одступи те се и наши почеше повлачити. Ту је био и командант Војин Поповић. Последњи је остао и рањен је био у десну руку, после чега се повуче за неких 40–50 метара, устављајући војнике, али друго зрно га потрефило право у срце и он одмах испусти своју племениту душу, а ми једва успемо да задржимо војнике. Даљње напредовање непријатеља смо одбили…
Пошто је Добровољачки одред расформиран 1917. године, распоређен је у 3. чету 3. батаљона VI пешадијског пука "Престолонаследник Александар" Дринске дивизије.

### Међуратни период
До краја 1918. године је остао у VI пешадијском пуку "Престолонаследник Александар" Дринске дивизије, са којим се током новембра нашао у Вуковару. Ту се упознао са Олгом Тепић, ћерком српског банкара Симе Тепића, којом се касније оженио и с њом добио ћерку Мирјану (удато Гавриловић).
Од почетка наредне године до 16. маја 1919. године је службовао на месту ађутанта команданта места у Сплиту. У жандармерију прелази 24. маја 1919. године, као водник 1. жандармеријске бригаде. Ту остаје до 25. фебруара 1920. године, а онда од 1. марта 1920. до 17. јануара 1922. године службује као ађутант и дисциплински официр у Жандармеријској подофицирској школи.
Постављен је за командира жандармеријске станице у Петрињи, 1. априла 1922. године. Ванредно је унапређен 17. децембра 1922. године у капетана прве класе и 1. марта 1924. године у чин мајора. Након једног инцидента који га је могао коштати службе, у којој је законито одузео оружје једном истакнутом локалном политичару, одлази на аудијенцију код краља Александра I Карађорђевића. Уз његову подршку успева да задржи службу, али је 2. фебруара 1927. године прекомандован за командира жандармеријске чете у Куманову. Ту остаје до 12. јула 1932. године, када постаје помоћник команданта Дринског жандармеријског пука. Унапређен је у чин потпуковника на рођендан престолонаследника Петра, 6. септембра 1932. године.
У октобру 1936. године је постао командант Зетског жандармеријског пука на Цетињу, а крајем 1937. године је унапређен у пуковника. Дана 1. септембра 1940. године, именован је за команданта Вардарског жандармеријског пука.

### Априлски рат
Априлски рат 1941. године је затекао пуковника Тришића на месту команданта Вардарског жандармеријског пука у Скопљу. Већи део ратних дејстава је испратио у својим дневничким белешкама, из којих сазнајемо да је свој штаб већ 6. априла изместио на периферију града, будући да је изгубио везу са штабом армије у граду, који је почео са измештањем. Сутрадан око 10 часова, сазнао је да су моторизоване немачке снаге ушле у Царево Село, Кочане и Штип. Након краћег сукоба са немачким снагама у Скопљу, аутомобилом поново одлази у штаб пука. Повлачи се према Хенријеву на периферији Скопља, где се ставља на расположење војсци.
По наређењу команданта Треће групе армија генерала Милана Недића, упутио је делегацију на преговоре са немачким снагама 12. априла, ради постизања договора о предаји. Договор је постигнут, те се Тришић са својим жандармима предао 14. априла у Гостивару. Потом је враћен у Скопље, ради реорганизације жандармеријске станице за потребе очувања реда.

### Командант жандармерије
Са доласком бугарских снага у Скопље, током априла 1941. године, припадницима жандармерије је понуђено да се определе за останак и службу под новом влашћу или напуштање окупационе зоне. За останак се определило 37, а за одлазак 453 жандарма на челу са пуковником Тришићем. Они су 20. маја укрцани на воз, који је четири дана касније стигао у Београд. У првом тренутку, Тришић се сместио код старог пријатеља Милана Перишића.
Током друге половине маја, пуковник Тришић сазнаје за постојање групе југословенских официра и жандарма који су одбили капитулацију и окупљају се око Равне горе. Одмах је покушао успоставити везу са њима. Паралелно са тим, Комесарска управа Милана Аћимовића је почела да ради на окупљању преосталих југословенских жандарма, ради њиховог ангажовања у новим условима. Пуковнику Тришићу је понуђено место вршиоца дужности команданта жандармерије, које је он прихватио након консултација са пуковником Драгољубом Дражом Михаиловићем, јер мада је формално у питању квислиншка формација, она може добро послужити развоју покрета отпора кроз набавку оружја, муниције, санитетског материјала и прикупљање информација.
Пуковник Тришић је 23. јуна постављен на место вршиоца дужности команданта жандармерије, само дан након немачког напада на Совјетски Савез. Први изазови са којима се сусрео, били су напади комуниста на жандармеријске станице широм окупиране Србије. Поред тога, немачке власти су почеле користити жандарме за стрељање заробљених комуниста, на шта је Тришић реаговао 24. јула, наредбом о забрани учешћа у извршењу егзекуција.
У два наврата се састао са пуковником Михаиловићем у кући војводе Мишића у Струганику. Први пут 14. јула и други пут 19. августа 1941. године. Дивизијски генерал Стеван Радовановић је 6. или 12. септембра постављен за команданта жандармерије, а пуковник Тришић је именован за његовог помоћника. И са тог места је наставио да помаже Михаиловићев покрет, путем издавања лажних потврда његовим људима о припадности жандармерији ("легализовани четници") како би се несметано могли кретати кроз окупирана подручја.

### Хапшење и заробљеништво
Након што је Гестапо запленио једну такву објаву и добио признање од човека код кога је нађена, да је лично добио од пуковника Тришића, он је 9. новембра ухапшен од стране Специјалне полиције Управе града Београда. Саслушавао га је лично Илија Паранос, шеф Специјалне полиције. Будући да је у његовој канцеларији, као и у стану, пронађено је много материјала који је послужио за оптужбе, те је истог дана одведен у Бањички логор. Тамо је изложен тортури и учесталим саслушавањима. Потом је 16. јануара 1942. године пребачен у затвор Окружног суда у Булевару краља Александра (налазио се на данашњем Тргу Николе Пашића).
На интервенцију председника Владе народног спаса генерала Недића, одлучено је да не буде стрељан, него упућен у заробљенички логор. Из затвора је 20. марта одведен на воз и упућен у Немачку. У логор за ратне заробљенике код града Либекa на северу Немачке, стигао је 17. јуна 1942. године. Са њим је доведен и потпоручник Јакша Ђеловић, ађутант генерала Михаиловића. За време рата је одвођен у чак девет логора, тако да је ослобођење у мају 1945. године дочекао у заробљеништву.
Пријавио се са повратак кући код нових комунистичких власти у Југославији, али је сазнао да га траже као ратног злочинца.

### Емиграција
Одустао је од повратка у Југославију, те се пријављује за одлазак у Сједињене Америчке Државе. Долазак му је одобрен у септембру 1951. године. Живео је у Акрону (Савезна држава Охајо) и тамо је радио различите послове да би преживео. Учествовао је у раду Српске народне одбране. Констатован му је рак плућа 1964. године. Премда није било назнака да ће преживети, успешно се опоравио након операције. То га је навело да се посвети вери, па је уписао свештеничку школу. Постао је јереј и своју прву парохију у Галвестону (Савезна држава Тексас) је добио 31. децембра 1967. године.
Од јуна 1969. године је служио у цркви Светог Саве у Џексону, најстаријем српском православном храму у Америци. Ту је и преминуо 7. априла 1974. године.
Сахрањен је 16. априла на гробљу поред цркве Светог Саве у Џексону.

## Унапређење у чинове
| Поднаредник-питомац | Наредник-питомац | Потпоручник        | Капетан Прве класе | Мајор         | Потпуковник        | Пуковник |
| ------------------- | ---------------- | ------------------ | ------------------ | ------------- | ------------------ | -------- |
|                     |                  |                    |                    |               |                    |          |
| 16. јун 1914.       | 24. август 1914. | 14, новембар 1914. | 17. децембар 1922. | 1. март 1924. | 6. септембар 1932. | 1937.    |

## Одликовања
- Орден Белог орла са мачевима
- Златна Медаља за храброст
- Споменица на рат 1913. године;
- Споменица за рат ослобођења и уједињења 1914—1918. године;
- Споменица за верност отаџбини 1915. (Албанска споменица).

## Наслеђе
Ратни дневник пуковника Тришића је сачуван захваљујући његовог кћерки Мирјани Гавриловић. Објављен је 2014. године у издању Друштва историчара Србије "Стојан Новаковић". Књига је промовисана у Дому Војске Србије у Београду.

## Дела
- Милисав Секулић, Пуковник Јован П. Тришић. Ратни дневник и биографија, Друштво историчара Србије "Стојан Новаковић", Београд 2014.